# 2006 في النرويج
فيما يلي قوائم الأحداث التي وقعت خلال عام 2006 في النرويج.

## سياسة

### تعيين في المنصب
- 29 سبتمبر – داغ أندرسون وزير التجارة والصناعة ‏.

## أفلام
من الأفلام التي صدرت هذه السنة في النرويج:
- 13 أكتوبر – الفريسة الباردة من إخراج راور أوتوغ.

## مواليد

### يناير
- 10 يناير – أنجلينا جوردن مغنية نرويجية.

## وفيات

### مارس
- 9 مارس – جير إيفارشي (مواليد 1957)

### يوليو
- 4 يوليو – لارس كورفالد (مواليد 1916) سياسي نرويجي.